# Дињонвил
Дињонвил (фр. Dignonville) је насељено место у Француској у региону Лорена, у департману Вогези.
По подацима из 2011. године у општини је живело 184 становника, а густина насељености је износила 31,03 становника/km².

## Демографија
| 1962. | 1968. | 1975. | 1982. | 1990. | 2011. |
| ----- | ----- | ----- | ----- | ----- | ----- |
| 123   | 120   | 113   | 174   | 179   | 184   |